# Fokker D.VIII
Il Fokker D.VIII fu un aereo da caccia, monoposto, monomotore e monoplano con ala alta a parasole, sviluppato dall'azienda aeronautica tedesco imperiale Fokker-Flugzeugwerke nei tardi anni dieci del XX secolo.
Progettato nel 1918 da Reinhold Platz, entrò in servizio nei reparti della Luftstreitkräfte, la componente aerea del Deutsches Heer (l'esercito imperiale tedesco), verso la fine della prima guerra mondiale.

## Storia del progetto
La Fokker-Flugzeugwerke, la cui sezione di progettazione era diretta da Reinhold Platz, aveva progettato il prototipo V.26 per il secondo concorso tedesco per i caccia nell'aprile del 1918. Si trattava di un monoplano di concezione molto moderna, con fusoliera in tubi d'acciaio saldati, dotato di un motore rotativo Oberursel Ur.II da 111 hp e di un'ala alta in posizione parasole vincolata alla fusoliera da due tripodi anteriori e altrettanti montanti immediatamente posteriori ad essi; l'ala aveva struttura in legno ed era rivestita in compensato, con un profilo spesso. Le prime prove di volo rivelarono caratteristiche eccezionali sia in termini di velocità di salita che di agilità; inoltre, nonostante un motore sostanzialmente obsoleto, la notevole leggerezza e la buona penetrazione aerodinamica dovuta alla formula monoplana garantivano anche discrete doti di velocità. Perciò, il modello fu subito ordinato per la produzione in serie, con la designazione di E.V (che rimanda alla serie di monoplani Fokker Eindecker E.I-E.IV).
All'entrata in servizio del modello, si verificarono alcuni incidenti dovuti a difetti nella lubrificazione del motore e a cedimenti strutturali dell'ala. Questi ultimi in particolare affliggevano molti aerei tedeschi verso la fine della guerra, a causa della scarsissima reperibilità di legname di qualità e manodopera qualificata. Dopo la messa a terra di tutti gli E.V e l'eliminazione di questi inconvenienti l'aereo tornò in produzione, con la designazione di D.VIII, e si guadagnò molto rapidamente l'approvazione dei suoi piloti e il rispetto di quelli nemici. Fu in questa fase, intorno all'ottobre 1918, che tutte le designazioni, da "Dr." a "E." furono convertite in "D."

## Impiego operativo
Furono costruiti 289 E.V/D.VIII, equipaggiamento tra le altre delle Jagdstaffel 6 e 36, ma il fatto che abbiano raggiunto solo molto tardi i reparti operativi limitò molto il loro impatto sulle sorti della guerra, benché nel complesso si trattasse di ottimi aeroplani.
Un Fokker D.VIII fu l'ultimo aereo a ottenere una vittoria aerea nella prima guerra mondiale.

### Postbellico
Dopo la guerra, alcuni D.VIII catturati dai polacchi combatterono contro la Russia nella Guerra sovietico-polacca del 1919-1920

## Utilizzatori
Belgio
- Aviation militaire/Militair Vliegwezen

 Germania
- Luftstreitkräfte

 Paesi Bassi
- Luchtvaartafdeling

 Polonia
- Siły Powietrzne

 Unione Sovietica
- Voenno-vozdušnye sily

## Esemplari attualmente esistenti

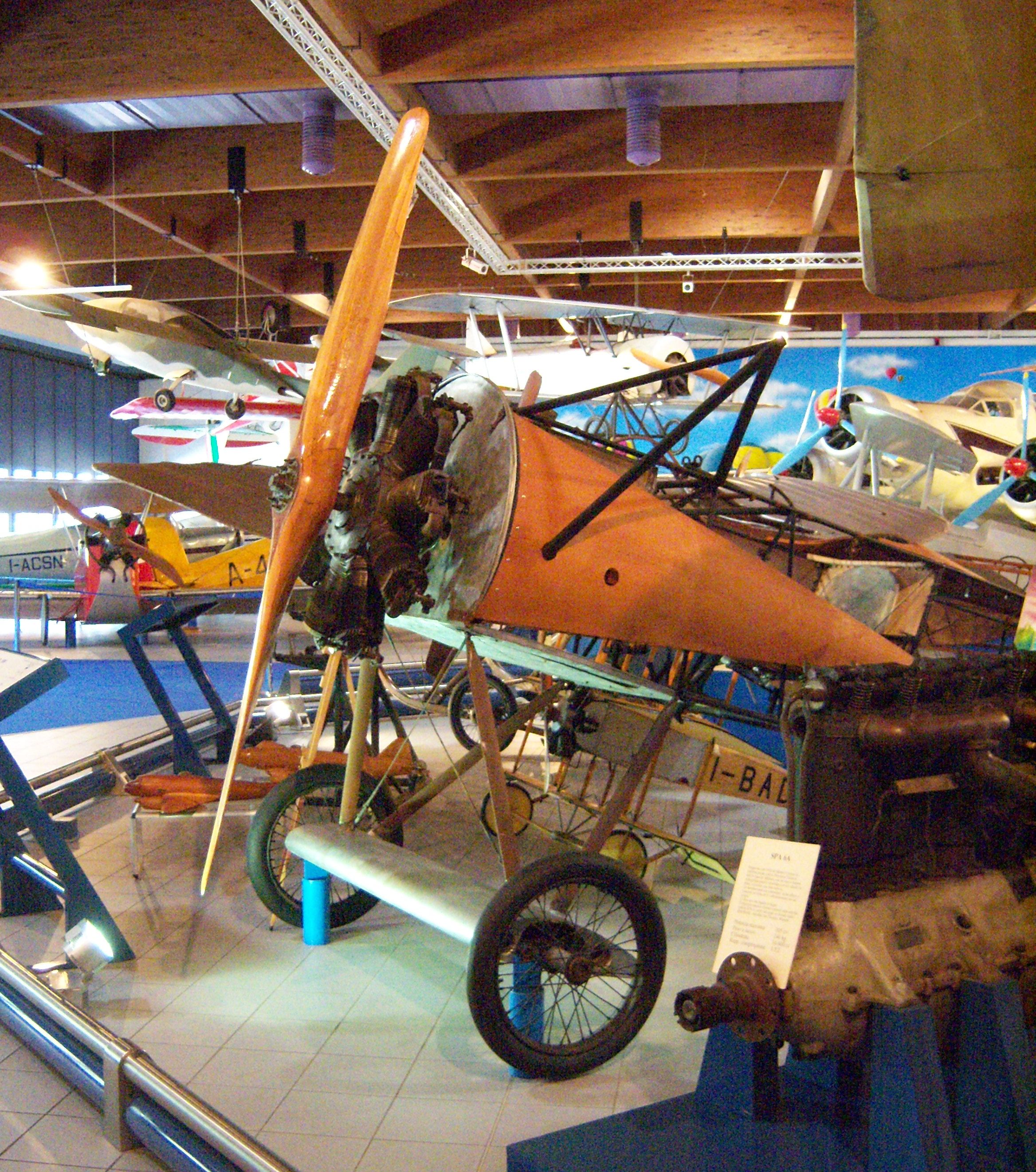
La fusoliera dell'unico Fokker D.VIII originale esistente esposta al Museo Caproni di Trento.

Benché realizzati in quasi 300 esemplari, attualmente non esiste alcun D.VIII originale completo presente in una struttura museale. L'unico esemplare semicompleto giunto ai nostri giorni, costituito dalla fusoliera, carrello d'atterraggio e gruppo motoelica, è esposto presso i padiglioni del Museo dell'aeronautica Gianni Caproni di Trento. Si tratta di un esemplare mai utilizzato in combattimento, acquisito dall'Italia dopo il termine del primo conflitto mondiale come parte del risarcimento dei danni di guerra. Il velivolo, che assunse le matricola militare italiana MM.194, venne dotato di livrea del Corpo Aeronautico Militare del Regio Esercito ed a lungo utilizzato in una serie di prove di volo.
Oramai incompleto in alcune sue parti, venne in seguito acquisito dalla famiglia Caproni ed inserito nella collezione privata dove venne esposto fino al 1940, quindi immagazzinato per preservarlo nel periodo bellico. L'esemplare vi rimase fino al 1988, anno in cui venne fatto oggetto di restauro al fine di riproporlo al pubblico. Attualmente si sta provvedendo alla ricostruzione dell'ala, degli impennaggi e delle altre parti mancanti per riportarlo alle condizioni originali.
Oltre all'unico esemplare originale è stata realizzata almeno una replica volante in scala 3/4 realizzata dall'azienda statunitense Airdrome Aeroplanes.